# Vama
Vama es una comuna ubicada en el distrito de Suceava, Rumania.

## Superficie
Posee una superficie de 136,3 kilómetros cuadrados.

## Demografía
Hasta 2021 la población era de 5413 habitantes, con una densidad de población de 39,72 habitantes por kilómetro cuadrado.